# Scheifling
Scheifling osztrák mezőváros Stájerország Muraui járásában. 2017 januárjában 2125 lakosa volt.

## Elhelyezkedése

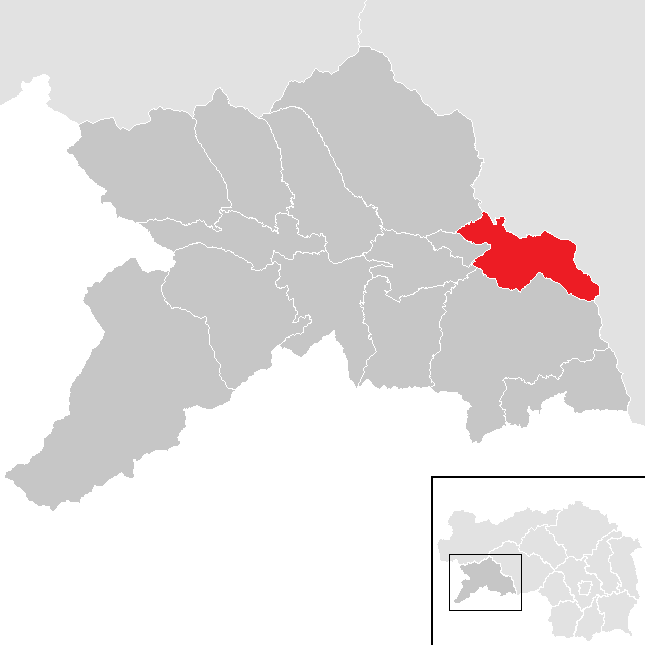
Scheifling a Muraui járásban

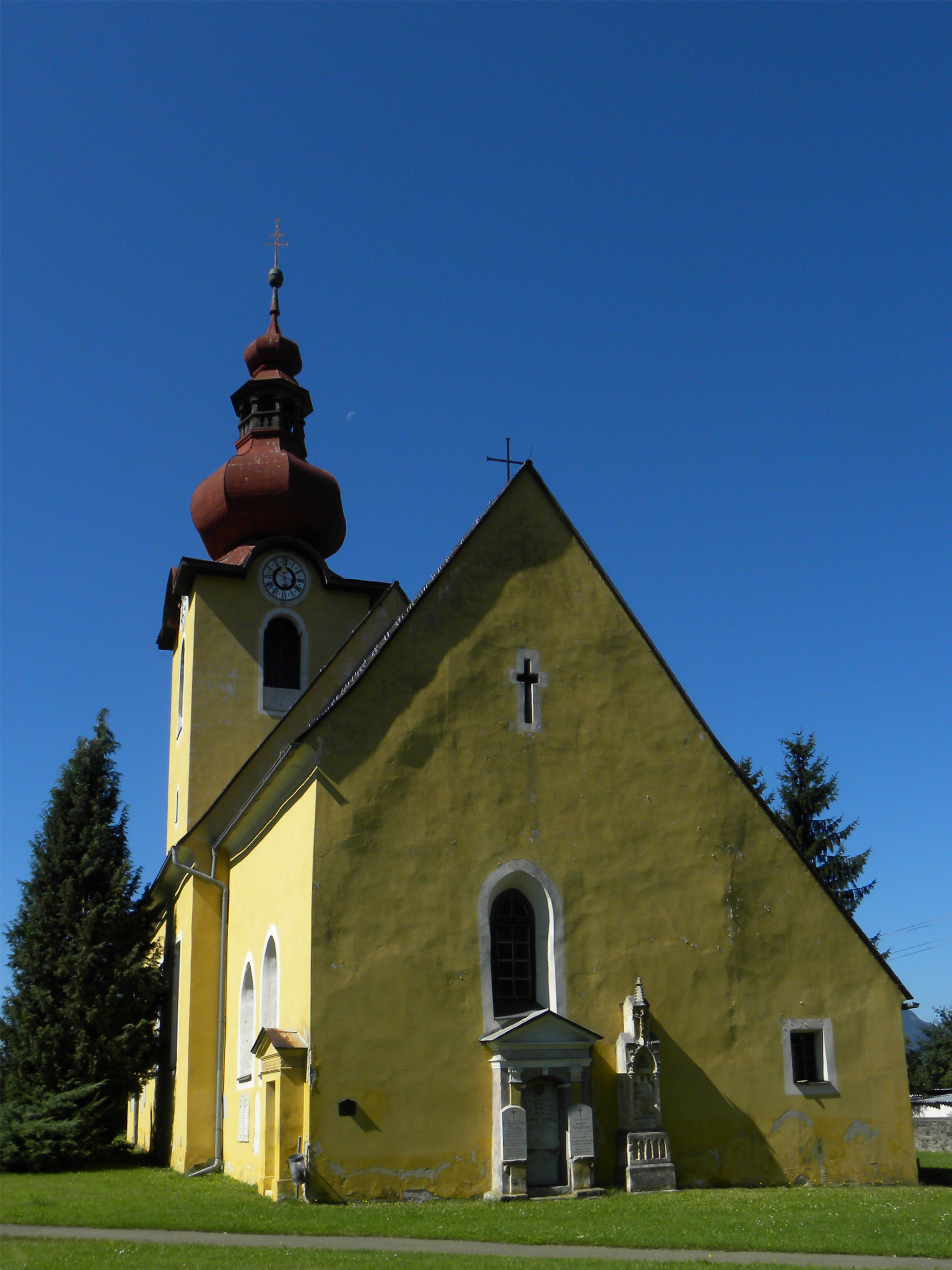
A Szt. Tamás-plébániatemplom

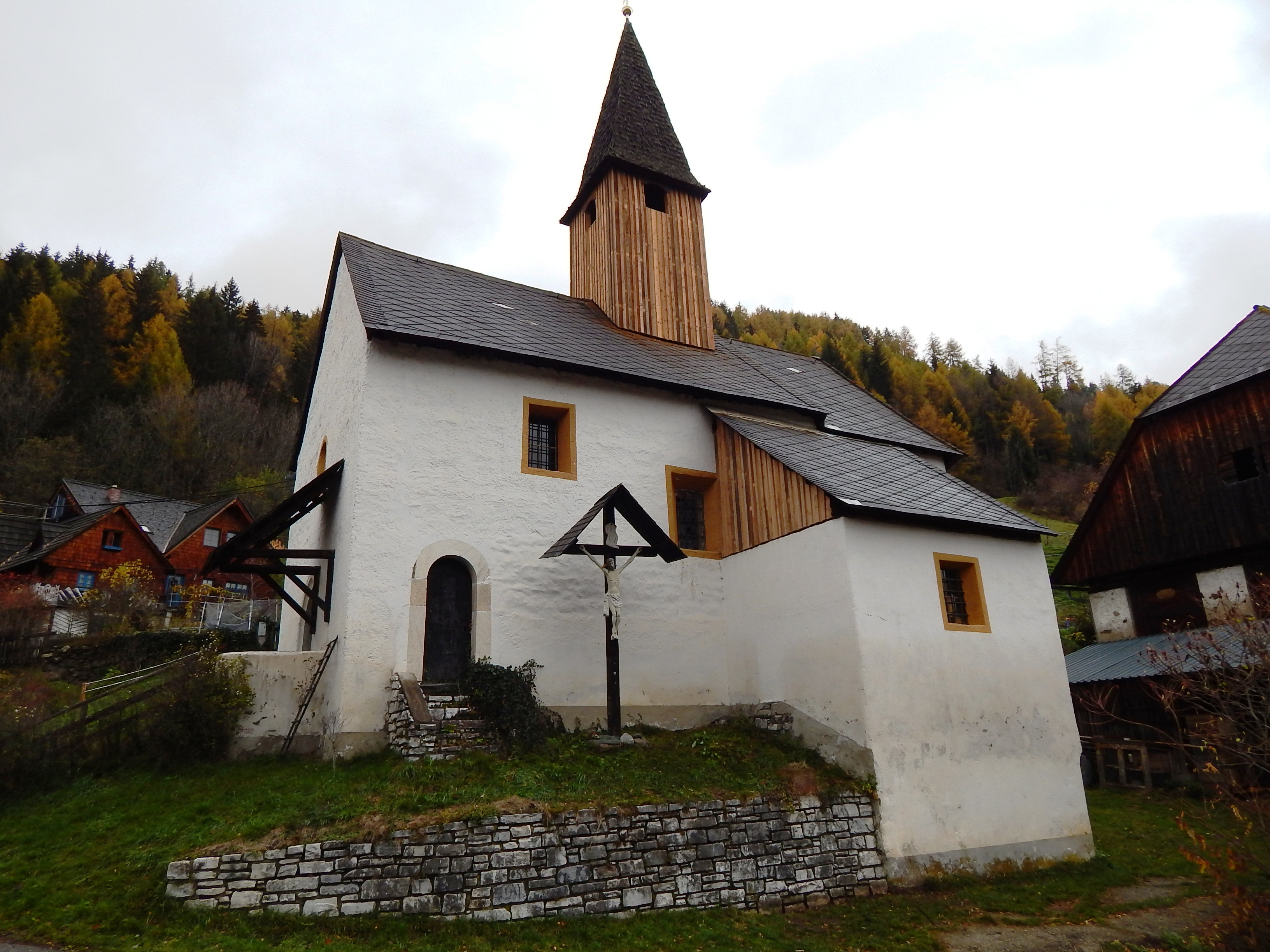
A Szt. Bertalan-templom

Scheifling Felső-Stájerországban fekszik a Mura mentén, a Seetali-Alpok északi oldalán, 19 km-re keletre a járásközpont Murautól. Áthalad rajta a Judenburg-St. Veit közötti B 317-es autóút (Friesacher Straße). Az önkormányzat 5 települést egyesít (valamennyit a saját katasztrális községében): Feßnach (116 lakos), Lind bei Scheifling (551), Puchfeld (173), Sankt Lorenzen bei Scheifling (333) és Scheifling (999).
A környező önkormányzatok: délre Neumarkt in der Steiermark, délnyugatra Teufenbach-Katsch, nyugatra Niederwölz, északnyugatra Oberwölz, északra Unzmarkt-Frauenburg, északkeletre Sankt Georgen ob Judenburg és Sankt Peter ob Judenburg, keletre Judenburg.

## Története
Scheiflinget először 978-ban említik Sublich néven.
A községi önkormányzat a bécsi forradalom után, 1849-50-ben alakult meg. 1952-ben egyesítették a szomszédos Linddel, 2015-ben pedig a stájerországi közigazgatási reform keretében Sankt Lorenzennel.
1978-ban, első említésének ezeréves évfordulóján a tartományi kormányzat mezővárosi rangra emelte.

## Lakosság
A scheflingi önkormányzat területén 2017 januárjában 2125 fő élt. A lakosságszám 2001-ben érte el csúcspontját (2337 fővel), azóta csökkenő tendenciát mutat. 2015-ben a helybeliek 96,4%-a volt osztrák állampolgár; a külföldiek közül 0,5% a régi (2004 előtti), 2,2% az új EU-tagállamokból érkezett. 2001-ben a lakosok 93,3%-a római katolikusnak, 1% evangélikusnak, 4,6% pedig felekezet nélkülinek vallotta magát.

## Látnivalók
- Scheifling Szt. Tamás-plébániatemploma és 1737-es plébániája
- St. Lorenzen Szt. Lőrinc-plébániatemploma
- a feßnachi Szt. Bertalan-templom
- Tschakathurn várának romjai
- a műemléki védettség alatt álló Pichlbauer-parasztház

## Híres scheiflingiek
- Daniel Offenbacher (1991-) válogatott labdarúgó

## Testvértelepülések
- Königheim (Németország)

## Fordítás
- Ez a szócikk részben vagy egészben  a   Scheifling című német Wikipédia-szócikk ezen változatának fordításán alapul.  Az eredeti cikk szerkesztőit annak laptörténete sorolja fel. Ez a jelzés csupán a megfogalmazás eredetét és a szerzői jogokat jelzi, nem szolgál a cikkben szereplő információk forrásmegjelöléseként.